# Jichu Drake
Der Jichu Drake (auch Jitchu Drake) ist ein Berg im östlichen Hauptkamm des Himalaya an der Grenze zwischen Bhutan und dem autonomen Gebiet Tibet. 
Der Jichu Drake wurde in der Vergangenheit öfter fälschlicherweise als Tserim Kang bezeichnet, der Name des östlichen 6532 m hohen Nachbarberges.
Der Jichu Drake liegt 6,86 km nordöstlich vom Chomolhari (7050 m) am Rande des Jigme-Dorji-Nationalparks. Der Jichu Drake besitzt eine markante pyramidenförmige Gestalt. Südlich des Jichu Drake befindet sich der 4890 m Gebirgspass Nyele La. An der Südflanke strömt der Südliche Jichu-Drake-Gletscher, der das Quellgebiet des Paro Chhu (Quellfluss des Wong Chhu) darstellt. Die Ostflanke des Jichu Drake wird über den Mo Chhu, den rechten Quellfluss des Puna Tsang Chhu, entwässert. Der Nordhang des Jichu Drake liegt im Einzugsgebiet des tibetischen Sees Duoqing Co. 
Der Jichu Drake besitzt zwei Gipfel – einen Süd- und einen Nordgipfel, wobei der Nordgipfel mit 6790 m der höhere ist. 

## Besteigungsgeschichte
Der Jichu Drake war in der Zeit 1983–1996 für Besteigungen offen. Seit 1996 sind in Bhutan keine technischen Besteigungen mehr erlaubt.
Am 17. Mai 1983 erreichten folgende Teilnehmer einer österreichischen Expedition den Südgipfel: Werner Sucher, Albert Egger, Alois Stuckler, Sepp Mayerl und Toni Ponholzer.
Im Mai 1984 erreichte eine japanische Expedition beim Versuch den Nordgipfel zu besteigen nur den Südgipfel.
Am 15. September 1984 verunglückten Giorgio Corradini und Tiziano Nannuzzi, Mitglieder einer italienischen Expedition, am Jichu Drake.
Am 30. Mai 1988 gelang schließlich Doug Scott, Victor Saunders und Sharu Prabhu die Besteigung des Südgipfels sowie im Anschluss die Erstbesteigung des Nordgipfels.